# Banque Al-Taqwa
La banque Al-Taqwa (parfois Al Taqwa Bank ou simplement Al Taqwa) est une institution financière constituée en 1988 par François Genoud (banquier suisse à la réputation sulfureuse en raison notamment de son soutien aux nazis et à leur idéologie), ensuite converti à l'Islam.
Elle est basée dans trois paradis fiscaux (Bahamas, Suisse et Liechtenstein) et a été accusée par les États-Unis d'avoir des liens avec des organisations terroristes islamistes, voire avec des réseaux néo-nazis,, et d'être une source importante de financements pour les opérations d'Oussama ben Laden et de ses associés, le directeur de la banque Youssef Nada (en) ayant été inscrit sur cette liste sous la « définition spéciale de terroriste international ». Le 2 août 2010, la banque a été retirée de la liste des individus et entités associés à Al-Qaïda, liste administrée par le Conseil de sécurité des Nations unies.

## Histoire
La banque Al-Taqwa (mot arabe pour « crainte de Dieu ») est issue d'un réseau d'entreprises financières mis en place en 1988 par François Genoud avec des membres influents des Frères musulmans, notamment le président et cofondateur d'Al-Taqwa, Youssef Nada,, ou  l'homme d'affaires Ali Ghaleb Himmat (en).
Plus tard, le Suisse converti Ahmed Huber, fervent admirateur d'Adolf Hitler, est embauché parce que la société a besoin d'au moins un citoyen suisse dans son conseil d'administration. Un autre cofondateur est François Genoud, l'un des principaux gestionnaires de fonds nazis après la Seconde Guerre mondiale qui, plus tard, connaîtra une notoriété comme éditeur du journal personnel de Joseph Goebbels.

## Allégations de financement du terrorisme

### Connexions et éléments de preuve
La banque Al-Taqwa est ciblée très tôt par les États-Unis en raison des liens connus avec Oussama ben Laden et le terrorisme. Les États-Unis l'ont également ciblée parce que ses fonds prétendument liés au terrorisme auraient indirectement infiltré le système bancaire des États-Unis, grâce à l'utilisation de comptes de correspondant, pour diverses organisations terroristes à travers le monde.
À l'époque où les actifs de la banque Al-Taqwa ont été gelés, l'établissement détenait dans ses livres 220 millions de dollars destinés à financer des activités terroristes contre l'Occident, comme avec la banque suisse Del Gottardo, qui à son tour détenait des comptes de correspondant avec la Citibank et la Bank of New York.
Al-Taqwa comptait deux membres de la famille d'Oussama ben Laden parmi ses actionnaires, fait que la famille a commenté en disant que cela ne peut pas « rationnellement suggérer un quelconque soutien à Oussama ». 
En 2001, les autorités des Bahamas retirent à la banque Al-Taqwa sa licence d'exercice sur son territoire en raison de son implication dans le financement des organisations terroristes islamistes et en vertu de nouvelles lois visant à réprimer le blanchiment d'argent. Ces lois exigeaient d'Al-Taqwa qu'elle maintienne une présence physique dans le pays, sans laquelle les Bahamas ne seraient pas en mesure de dénoncer un client suspecté de terrorisme. Plus tard cette année-là, les bureaux d'Al-Taqwa en Suisse et au Liechtenstein, ainsi que les maisons de Youssef Nada, d'Ahmed Huber et d'un autre directeur d'Al-Taqwa, sont perquisitionnés par des agences d'exécution forcée après la remise à l'administration Bush de la liste de surveillance des « financiers du terrorisme ».
Il est découvert dans la maison de Youssef Nada un document intitulé « Le Projet ». Nada prétend n'avoir aucune connaissance de qui l'a écrit ou comment il est entré en sa possession. Le document décrit un plan pour établir « le règne de Dieu sur le monde entier par le développement d'un cadre religieux, l'éducation et les organismes de bienfaisance dans le monde occidental. » Il recommande également que les lecteurs s'engagent dans « l'étude des centres de pouvoir localement et dans le monde, et les possibilités de mise sous influence » et « nourrissent le sentiment de rancœur à l'égard des Juifs. »  Aucune charge n'a été retenue.[réf. nécessaire]
Toujours en 2001, Ali Ghaleb Himmat (en) est placé sur une liste du gouvernement américain recensant les individus, organisations et entreprises liées à des organisations terroristes, avant d'en être retiré, faute de preuve.
La Jordanie a également accusé la banque Al-Taqwa d'aider financièrement les organisations jordaniennes de Khader Abu Ghoshar et Abou Moussab Al-Zarqaoui impliqués dans la préparation d'attaques terroristes contre des touristes au cours de la Célébration du Millénaire de la Jordanie.
Au cours de l'enquête sur les attentats contre l'ambassade américaine en 1998, le Centre islamique de Milan est apparu comme un lieu de recrutement conduisant à un camp d'entraînement d'Al-Qaïda en Afghanistan.

### Enquêtes américaines et suisses
En 2002, le Département du Trésor des États-Unis contacte le gouvernement suisse, par lettre, dans un effort pour convaincre les autorités que la banque Al-Taqwa a mis en place une ligne spéciale de crédit pour le pivot financier d'Al-Qaïda, Mamdouh Mahmoud Salim, pour financer les attaques terroristes de diverses organisations terroristes, incluant Al-Qaïda et le Hamas.
Ces lettres ont pour but d'amener les Suisses à prendre des mesures juridiques contre ces activités bancaires, le gouvernement des États-Unis les considérant comme suspectes (Youssef Nada est lui-même basé en Suisse). Ces appels ont apparemment été entendus depuis le milieu des années 1990 ; les connexions de la banque Al-Taqwa avec le terrorisme étaient connues des autorités bancaires suisses par des rapports, mais elles n'avaient pas de preuves pour passer à l'action, en raison des strictes lois suisses sur le secret bancaire et du manque de transparence inhérent aux opérations bancaires traditionnelles hawala.
Ces échanges se jouent en grande partie à l'écart des regards du public. Toutefois, en 2002, les lettres intergouvernementales semi-secrètes sont obtenues par un avocat américain impliqué dans un recours collectif contre les présumés terroristes financiers et par la suite, versées dans le dossier public.

### Réponse officielle aux allégations
Les membres du conseil d'administration de la banque Al-Taqwa, dont aucun n'a jamais été impliqué dans une procédure pénale par les États-Unis ou tout autre gouvernement, ont toujours nié tout lien avec le financement du terrorisme.